# Tadeusz Grygier (archiwista)
Tadeusz Grygier (ur. 10 grudnia 1916 w Grudziądzu, zm. 9 czerwca 2000 w Olsztynie) – polski archiwista, pedagog.

## Życiorys
Syn pochodzącego z Wielkopolski drukarza Stanisława Grygiera i Zofii z Rybickich. Początkowo uczęszczał do Państwowego Gimnazjum im. Bolesława Chrobrego w Grudziądzu, dwie ostatnie klasy ukończył w Państwowym Liceum Humanistycznym w Świeciu. W 1936 złożył egzamin dojrzałości i rozpoczął studia na Wydziale Humanistycznym Uniwersytetu Poznańskiego. W 1937 wstąpił do Stronnictwa Pracy. Równolegle do studiów od listopada 1937 pracował w archiwum wojskowym Referatu Historycznego Dowództwa Okręgu Korpusu VII w Poznaniu, początkowo był praktykantem archiwalnym i bibliotecznym, a po przeszkoleniu w warszawskim Archiwum Wojskowym od kwietnia 1939 został archiwariuszem kontraktowym Referatu Historycznego DOK VII w Poznaniu. W 1939 złożył w dziekanacie pracę magisterską o księdzu Józefie Wojciechu Stanisławie Łobodzkim, której promotorem był doc. dr Andrzej Wojtkowski, obronę pracy uniemożliwił wybuch II wojny światowej, a materiały zaginęły. Razem z archiwum został ewakuowany do Rawy Ruskiej, skąd w połowie września 1939 powrócił do Poznania. Miesiąc później wstąpił do konspiracyjnej organizacji Służba Zwycięstwu Polski, początkowo pracował jako robotnik w zakładzie zieleni miejskiej, a następnie w wywiadzie Inspektoratu Poznań Związku Walki Zbrojnej. W marcu 1940 powrócił do Grudziądza i w stopniu szeregowca kontynuował pracę wywiadowcy w Inspektoracie Grudziądz. Do marca 1941 pracował w składzie materiałów drzewnych, a następnie jako ładowacz węgla w porcie rzecznym. Działał w tajnym Towarzystwie Obrony i Powstania, w kwietniu 1942 został zmuszony pod groźbą rozstrzelania do wstąpienia do Wehrmachtu i w stopniu podporucznika wysłany do Belgii, gdzie wcielono go do wojsk okupacyjnych. Następnie przeniesiono go do Francji, wszędzie kontaktował się z ruchem oporu. W marcu 1944 zdekonspirowano Inspektorat ZWZ w Grudziądzu, Tadeusz Grygier zagrożony aresztowaniem poprosił francuski ruch oporu o przerzucenie go do Wielkiej Brytanii, ale spotkał się z odmową. Został aresztowany, był więziony w Berlinie, Bydgoszczy i Gdańsku. 7 lutego 1945 został skazany na karę śmierci, 20 lutego udało mu się uciec z więzienia. Został ciężko ranny, po zakończeniu wojny leczył się w Gdańsku i Toruniu, zagrożony aresztowaniem przez NKWD pieszo dotarł do Grudziądza. Od lipca 1945 pracował jako sekretarz w Powiatowym Urzędzie Ziemskim, a od października nauczał historii i geografii w Państwowym Liceum Pedagogicznym, równocześnie kontynuował naukę, studiował na Uniwersytecie Mikołaja Kopernika w Toruniu, tytuł magistra filozofii w zakresie historii uzyskał w 1947. W czerwcu 1947 poślubił Irenę Marię Kościańską, w lutym 1949 za modlitwę z uczniami został karnie przeniesiony do Gimnazjum i Liceum w Rypinie. W lipcu 1949 został zatrudniony jako archiwista w Archiwum Państwowym w Olsztynie, we wrześniu 1950 został pełniącym obowiązki dyrektora, a od listopada 1956 dyrektorem archiwum. W 1951 obronił pracę doktorską, której promotorem był doc. dr Bronisław Pawłowski i uzyskał stopień doktora nauk humanistycznych. Dzięki jego zaangażowaniu powstały Powiatowe Archiwa Państwowe w Mrągowie (1952), Szczytnie (1953) i Morągu (1956). W latach 1957–1961 był członkiem Prezydium Wojewódzkiej Rady Narodowej. Ponieważ był bezpartyjny, został z dniem 15 października 1966 odwołany z pełnionej funkcji, pozostał w archiwum na stanowisku kierownika Oddziału I (akt niemieckich), a od marca jako samodzielny pracownik naukowo-badawczy. W 1979 podczas obchodów trzydziestolecia olsztyńskiego archiwum został odznaczony honorową odznaką „Za Zasługi dla Archiwistyki”. W 1986 przeszedł na emeryturę, ale przez kolejny rok pracował na pół etatu.
Zmarł w 2000, spoczywa na cmentarzu parafialnym w Kieźlinach.

## Ordery i odznaczenia
- Krzyż Kawalerski Orderu Odrodzenia Polski (1981)
- Złoty Krzyż Zasługi (1955)
- Medal 10-lecia Polski Ludowej (1955)
- Złota Odznaka honorowa „Zasłużony dla Warmii i Mazur” (1961)
- Złota Odznaka Towarzystwa Wiedzy Powszechnej (1959)
- Odznaka „Za Zasługi dla Archiwistyki” (1979)[4]